# Shen Buhai
Shen Buhai (zm. 337 p.n.e.) – starożytny chiński filozof, jeden z czołowych reprezentantów szkoły legistów.
Pełnił urząd kanclerza w państwie Han. Początkowo był taoistą, później zwrócił się w stronę legizmu.
Za najważniejszy czynnik w życiu politycznym i sprawowaniu władzy uważał shu (術), czyli sztukę rządzenia państwem i postępowania z ludźmi. Twierdził, że dobry władca nie może polegać na jednym tylko doradcy, a w celu ograniczenia władzy urzędników musi zmusić ich do wzajemnej nieufności i wzajemnego kontrolowania się.
Z jego pism zachowały się jedynie fragmenty.